# 高屋山上陵
高屋山上陵（たかやのやまのえのみささぎ/たかやさんりょう/たかやさんじょうりょう）は、日本書紀に現れる天津日高彦火火出見尊（ホオリ）の陵。
可愛山陵（えのみささぎ、瓊瓊杵尊陵）・吾平山上陵（あひらのやまのえのみささぎ、天津日高彦波瀲武鸕鷀草葺不合尊陵）とともに、神代三山陵の一つである。

## 歴史
『古事記』に「御陵者、即在二其高千穂山之西一也」とあり、『日本書紀』に「葬二高屋山上陵一」（一、二は返り点）、『延喜式諸陵式』には「日向高屋山上陵、彦火火出見尊陵、在二日向国一、無二陵戸一」とある。
```
久之、彥火火出見尊崩、葬日向高屋山上陵。
```

## 現在の治定

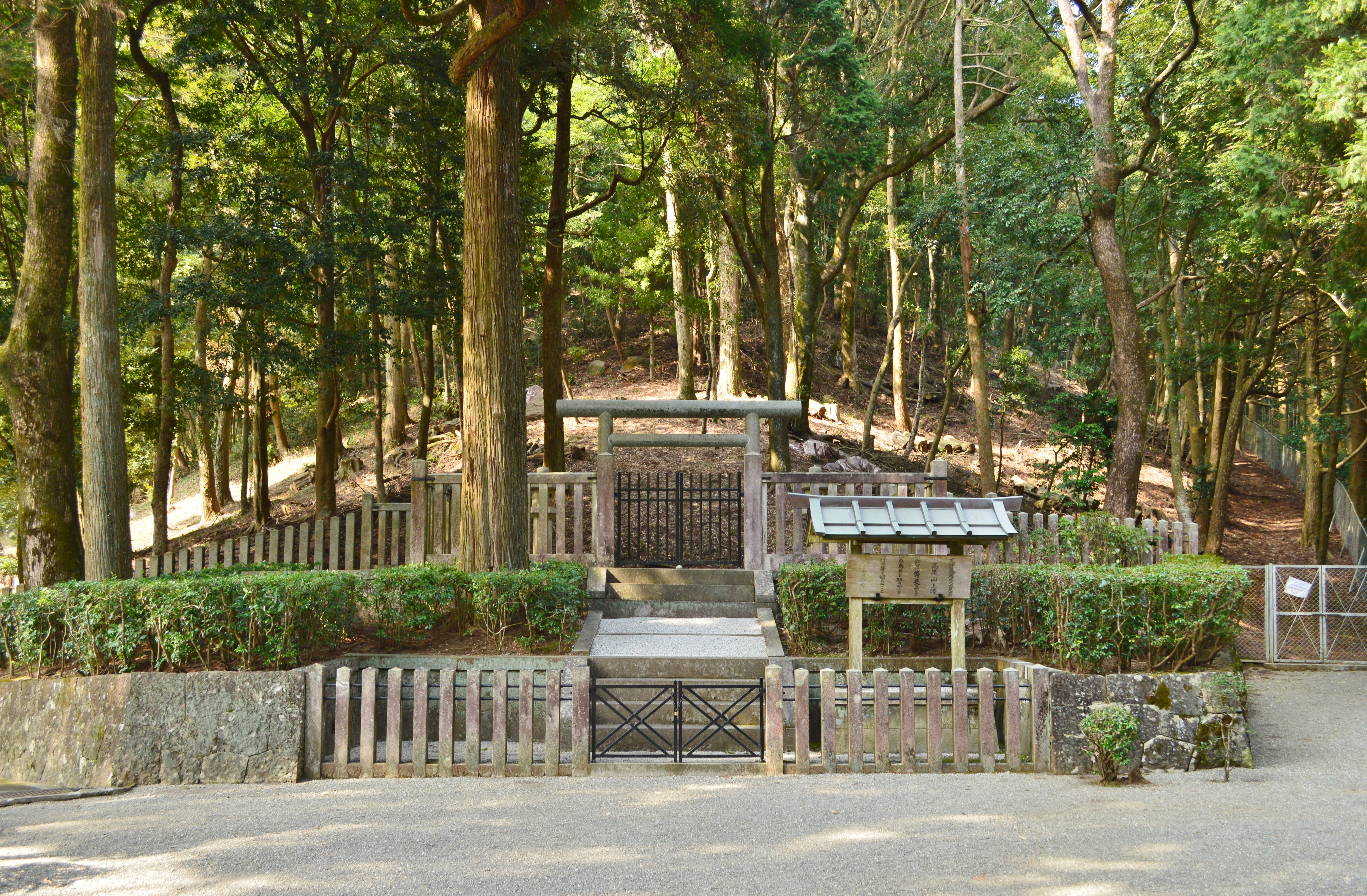
天津日高彦火火出見尊
高屋山上陵 拝所

江戸時代後期の地誌『三国名勝図会』では内之浦（現在の肝付町）の北方村国見岳がその所在地とされた。
明治元年に三島通庸らが、明治3年に田中頼庸らが、1873年（明治6年）に樺山資雄がそれぞれ調査し、翌1874年（明治7年）7月10日、当時の政府によって溝辺村（現在の霧島市）の神割岡がホオリの陵と定められ整備された。
これは、古事記の「高千穂山の西」という記述に基づいて「高千穂山」を高千穂峰とみなし、高千穂峰の西に神割岡がありその近くに天津日高彦火火出見尊（ホオリ）を祀る「鷹大明神社」（鷹屋神社）があって、正保6年（1649年）の棟札に鷹屋大明神と記されていたことから「鷹」を「高屋」の「タカ」と結びつけたもの（鷹屋＝高屋である）と考えられている（社伝によるとこの鷹屋神社は、往古は高屋山陵下の神割岡の一角に鎮座していたが、住民が神威を畏れ応永18年（1411年）に現在地に遷座されたという）。
1874年（明治7年）、宮内省により、可愛山陵（えのみささぎ）、高屋山上陵（たかやのやまの えのみささぎ）、吾平山上陵（あひらのやまの えのみささぎ）が治定されたとき、高屋山上陵は鹿児島県霧島市溝辺町麓の墳墓に治定された。
御陵は標高390ｍの神割岡の頂にある。陵形は円墳で、鳥居と柵で仕切られた御拝所の正面から約60ｍ上の山頂に築かれているという。山陵全体の敷地面積は約53,000平方メートルある。
明治5年5月23日に明治天皇が、1907年（明治40年）10月28日に当時の皇太子（大正天皇）の代理として侍従の有馬純文がそれぞれ参拝した。1920年（大正9年）3月30日には当時の皇太子（昭和天皇）が東郷平八郎を伴って参拝している。1940年代に皇紀2600年記念事業の一つとして東側からの参道が整備された。1962年（昭和37年）5月には当時の皇太子（明仁上皇）と皇太子妃（上皇后美智子）が参拝した。
1972年（昭和47）10月20日、第27回国民体育大会に出席するために来県した天皇、皇后が参拝。

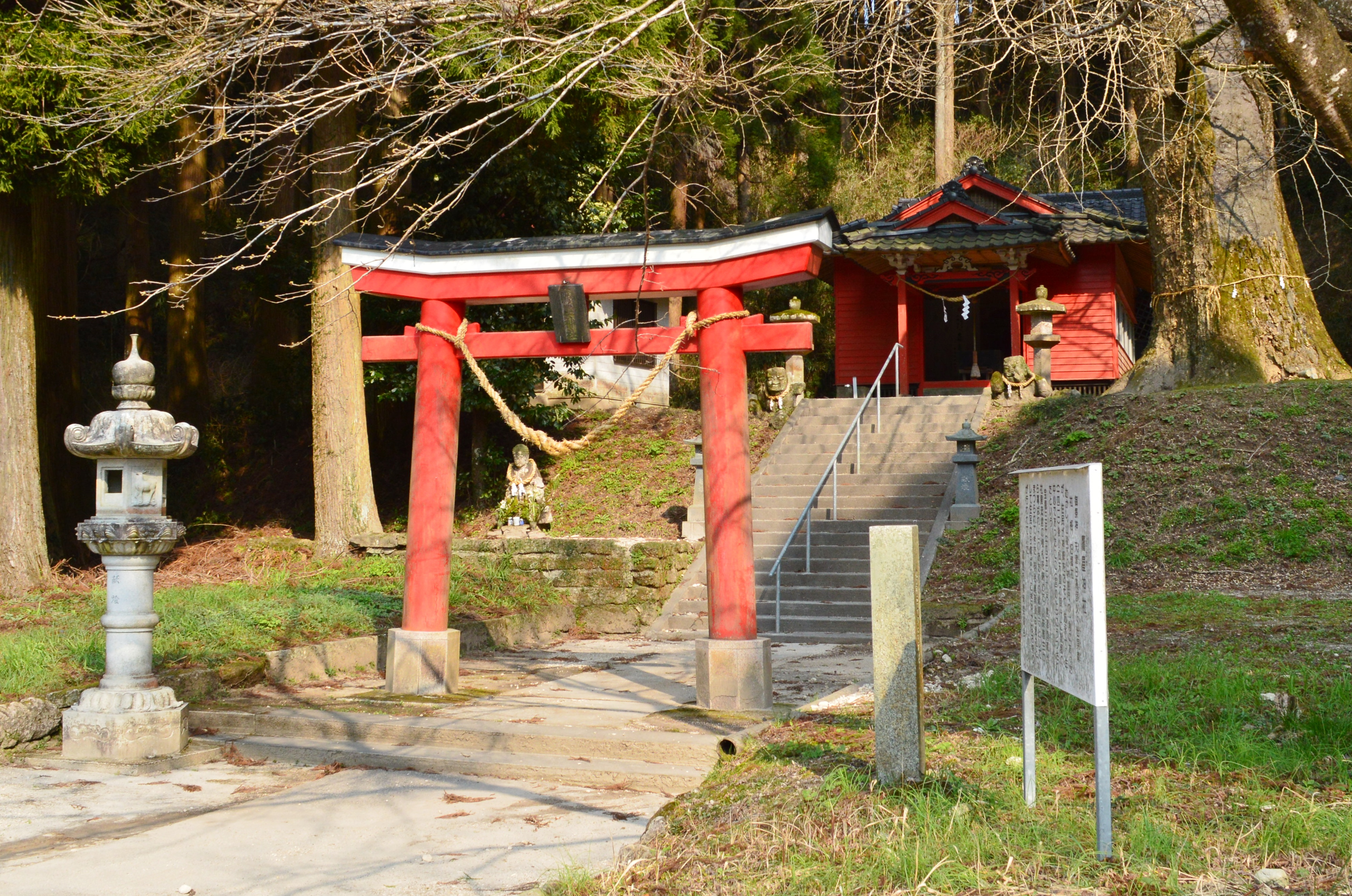
鷹屋神社（霧島市溝辺町麓） 神威をおそれて高屋山上陵付近から遷座したという。